# Архитектура предприятия
Архитектура предприятия (англ. enterprise architecture, EA) является процессом превращения видения бизнеса и бизнес-стратегии в эффективно функционирующее предприятие. Этот процесс осуществляется путём создания, обсуждения и улучшения ключевых требований, принципов и моделей, описывающих будущее состояние предприятия и допускающих его развитие.
Исполнитель процесса архитектуры предприятия — архитектор предприятия. Архитектор предприятия является человеком, который несёт ответственность за выполнение полного анализа структуры и (бизнес-)процессов предприятия. В результате такого анализа определяется некоторая модель архитектуры предприятия, которая должна удовлетворять следующие цели: эффективность, производительность, гибкость и выносливость.

## Нормативные документы
- ГОСТ Р ИСО 15704-2008 Промышленные автоматизированные системы. Требования к стандартным архитектурам и методологиям предприятия[3]